# Cephaloscyllium variegatum
Cephaloscyllium variegatum är en hajart som beskrevs av Last och White 2008. Cephaloscyllium variegatum ingår i släktet Cephaloscyllium och familjen rödhajar. IUCN kategoriserar arten globalt som nära hotad. Inga underarter finns listade i Catalogue of Life.